# Požarkovec
Požarkovec is een plaats in de gemeente Veliko Trgovišće in de Kroatische provincie Krapina-Zagorje. De plaats telt 176 inwoners (2001).